# Zespół Szkół Morskich w Świnoujściu
Zespół Szkół Morskich im. Eugeniusza Kwiatkowskiego w Świnoujściu – publiczna szkoła ponadgimnazjalna w Świnoujściu Warszowie w woj. zachodniopomorskim.

## Historia
Został powołany decyzją Ministra Żeglugi z dnia 25 kwietnia 1960 roku jako Szkoła Rybołówstwa Morskiego. Pierwszym dyrektorem placówki został Wacław Ignatowicz.
Dnia 1 września 1976 roku połączono Zasadniczą Szkołę Rybołówstwa Morskiego z Zasadniczą Szkołą Przyzakładową PPDiUR „ODRA” w Świnoujściu, tworząc Zespół Szkół Rybołówstwa Morskiego, którego organizację i kierowanie powierzono Czesławowi Nogalowi (1922–2018).
We wrześniu 1978 roku placówka wraz z internatem została przeniesiona z ulicy Piastowskiej 55 na ulicę Jana Sołtana 2.
17 sierpnia 1993 roku na podstawie decyzji Ministra Transportu i Gospodarki Morskiej ZSRM zmienił nazwę na Zespół Szkół Morskich.
Najważniejsze osiągnięcia szkoły to:
- 20 lutego 1975 roku statek szkolny s/t „E. Gierczak” pod dowództwem kpt. ż.w. Czesława Zabłockiego w rejsie afrykańskim przekroczył równik – chrzest równikowy statku i uczniów (neofitów);
- maj 1982 roku – szkołę opuszcza pierwszy rocznik maturzystów, absolwentów Technikum Rybołówstwa Morskiego;
- 20 czerwca 1987 roku – nadanie szkole imienia inż. Eugeniusza Kwiatkowskiego i wręczenie sztandaru;
- 30 stycznia 1989 roku – przyjęcie szkoły do Klubu Przodujących Szkół;
- 20 grudnia 1999 roku ZSM otrzymała certyfikat dot. Systemu Zarządzania Jakością ISO-9001;
- sierpień 2004 – szkoła otrzymuje certyfikat „Zachodniopomorska Szkoła Jakości”,
- styczeń 2005 certyfikat „Przyjaźni środowisku”.

Dotychczas mury szkoły opuściło ponad 5 tysięcy absolwentów.
W roku 2005 Zespół Szkół Morskich stał się laureatem VI Edycji Narodowego Konkursu Ekologicznego „Przyjaźni Środowisku” w kategorii „Promotor Ekologii”.
Obecnie organem prowadzącym Zespół Szkół jest Ministerstwo Infrastruktury.
Uczniowie klas III, IV Mechanik Okrętowy i Nawigator Morski odbywają praktyki na żaglowcu Dar Młodzieży.

## Kierunki kształcenia

### Technikum Morskie (5-letnie)
- Technik nawigator morski
- Technik mechanik okrętowy
- Technik logistyk
- Technik informatyk

### Szkoła Branżowa I stopnia (3-letnia)
- monter kadłubów jednostek pływających
- magazynier-logistyk